# Gurinder Chadha
Gurinder Chadha, född 10 januari 1960 i Nairobi i Kenya, är en indisk-brittisk manusförfattare, filmregissör och producent. Hon är bland annat känd för att ha regisserat filmen Skruva den som Beckham (2002).

## Biografi
Chadha föddes i Nairobi och hennes familj, som är sikher, hörde till den indiska diasporan i Östafrika. När hon var två år flyttade familjen till Southall i västra London. Som sikhisk indier med skägg och turban mötte hennes far många fördomar i England. Många av Gurinder Chadhas filmer bygger på hennes egna upplevelser av att vara både engelsk och indier. Hon har studerat vid University of East Anglia och London College of Printing.
Gurinder Chadha inledde sin karriär inom radio på 1980-talet. Hon gick sedan vidare till att arbeta som nyhetsreporter på BBC. Hon fortsatte sedan med att regissera dokumentärer för British Film Institute, BBC och Channel Four. 1990 startade hon sitt eget produktionsbolag Umbi Films och hennes första kortfilm Nice Arrangement (1991) valdes ut till att visas på kritikerveckan på Filmfestivalen i Cannes samma år.
Hennes första långfilm, dramakomedin Bhaji on the Beach, kom 1993 och nominerades bland annat till en BAFTA Award för bästa brittiska film. En av hennes mer kända filmer kom att bli Skruva den som Beckham från 2002 som även den nominerades till en BAFTA Award i samma kategori. Filmen, som blev både en succé hos såväl kritiker som biopublik, nominerades även till en Golden Globe Award i kategorin Bästa film – musikal eller komedi. I maj 2015 hade även en musikalversion av filmen premiär på West End i London. Även musikalen är skriven och regisserad av Chadha. Bland Gurinder Chadhas övriga verk märks bland annat Kärlek & fördom (2004) och Bekännelser om killar, kyssar och katter 2008.
Hon är gift med den amerikanske regissören och manusförfattaren Paul Mayeda Berges och tillsammans har de två barn.

## Filmografi i urval
- 1993 – Bhaji on the Beach
- 1995 – Lycka kan inte köpas
- 2000 – What's Cooking?
- 2002 – Skruva den som Beckham
- 2004 – Kärlek & fördom
- 2006 – Paris, je t'aime (episod: Quais de Seine)
- 2008 – Bekännelser om killar, kyssar och katter
- 2010 – It's a Wonderful Afterlife
- 2016 – Viceroy's House
- 2019 – Blinded by the Light